# Animafest
Светски фестивал анимираног филма Animafest Загреб је фестивал анимираног филма који се одржава у Загребу од 1972. године. Фестивал је покренут у складу са одлуком Извршног одбора Међународног удружења анимираног филма (ASIFA) 1969. године и оснивачких аката продукцијске куће "Загреб филм" и Града Загреба. Локацију је ASIFA изабрала одајући признање светском успеху и угледу Загребачке школе цртаног филма током 1950-их и 1960-их. Animafest је други најстарији фестивал анимације, иза фестивала у Ансију.

## Историјат фестивала
Одлуком Већа фестивала, Animafest од 2007. године организује Хулахоп д.о.о. за филмску продукцију и услуге у култури. Продуценти ранијих издања били су Загреб филм и Концертна дирекција Загреб. Фестивал је до 2005. године одржаван у бијеналном ритму, након чега наставља у годишњем, посвећујући се у парним годинама краткометражном, а у непарнима дугометражном филму. Уметнички директор фестивала од 2011. године је аниматор и музичар Даниел Шуљић, који је на тој позицији наследио Крешимира Зимонића.
Фестивалски слоган "Z... is for Zagreb" ("З... значи Загреб") осмислио је филмолог и критичар Рон Холовеј. Фестивалски лого и први плакат дело су Боривоја Довниковића Борде и Златка Боурека. Фестивалска маскота Мандлек, човечуљак с полуцилиндром који се појављује у више хрватских анимираних филмова, најпознатији је у форми коју је осмислио Звонимир Лончарић, дугогодишњи аутор фестивалских плаката. Фестивалски џингл дело је џез музичара Игора Савина.
Победник средишњег, Великог такмичења, осваја фестивалски Гран При уз даље кандидатуре за Оскар и награду Cartoon d'Or. Награда публике Мр. М добила је име у спомен на првог директора фестивала Желимира Матка.

## Добитници главне фестивалске награде
| Година | Филм                          | Режисер(и)                                                           | Земља                  |
| ------ | ----------------------------- | -------------------------------------------------------------------- | ---------------------- |
| 1972.  | Битка код Керженце            | Иван Иванов-Вано и Јури Норстеин                                     | СССР                   |
| 1974.  | Дневник                       | Недељко Драгић                                                       | Југославија            |
| 1976.  | Фестивал није одржан.         | Фестивал није одржан.                                                | Фестивал није одржан.  |
| 1978.  | Сатиеманиа                    | Зденко Гашпаровић                                                    | Југославија            |
| 1980.  | Бајка над бајкама             | Јури Норстеин                                                        | СССР                   |
| 1982.  | Гран При није додељен.        | Гран При није додељен.                                               | Гран При није додељен. |
| 1984.  | Скакање                       | Осаму Тезука                                                         | Јапан                  |
| 1986.  | Гран при није додељен.        | Гран при није додељен.                                               | Гран при није додељен. |
| 1988.  | Доручак на трави              | Прит Парн                                                            | СССР (Естонија)        |
| 1990.  | Брош, игла и грешна копча     | Јоана Вудвард                                                        | Велика Британија       |
| 1992.  | Франз Кафка                   | Пјотр Думала                                                         | Пољска                 |
| 1994.  | Криве панталоне               | Ник Парк                                                             | Велика Британија       |
| 1996.  | 1895                          | Приит Пäрн и Јано Полдма                                             | Естонија               |
| 1998.  | Сирена                        | Александр Петров                                                     | Русија                 |
| 2000.  | Кад зора сване                | Вендy Тилбy и Аманда Форбис                                          | Канада                 |
| 2002.  | Отац и кћи                    | Михаел Дудок де Вит                                                  | Холандија              |
| 2004.  | Глава гора                    | Који Јамамура                                                        | Јапан                  |
| 2005.  | Невоље дечака Теркела         | Крстен Вестбјерг Андерсен, Тхорбјорн Кристоферсен и Стефан Фјелдмарк | Данска                 |
| 2006.  | Снови и жеље - породичне везе | Јоана Џуин                                                           | Велика Британија       |
| 2007.  | Азур и Асмар                  | Михел Оцелот                                                         | Француска              |
| 2008.  | Сестре Пеарце                 | Луис Кук                                                             | Велика Британија       |
| 2009.  | Валцер с Басхиром             | Ари Фолман                                                           | Израел                 |
| 2010.  | Рониоци на киши               | Олга Парн и Прит Парн                                                | Естонија               |
| 2011.  | Мој пас Тулип                 | Пол Фиерлингер и Сандра Фиерлингер                                   | САД                    |
| 2012.  | Ох Вилy...                    | Ема Де Сваеф и Марк Џејмс Роелс                                      | Белгија                |
| 2013.  | Усвајање одобрено             | Лаурент Боиле и Јунг Хенин                                           | Белгија / Француска    |

## Добитници награде за допринос развоју анимације
| Година | Добитник            | Држава           |
| ------ | ------------------- | ---------------- |
| 2002.  | Гианалберто Бендази | Италија          |
| 2004.  | Доналд Крафтон      | САД              |
| 2006.  | Џон Ценмекер        | САД              |
| 2008.  | Клер Китсон         | Велика Британија |
| 2010.  | Мидхат Ајановић     | Шведска/БиХ      |
| 2012.  | Оливиер Коте        | Француска        |
| 2014.  | Марцел Жин          | Канада           |
| 2016.  | Марцин Гизyцки      | Пољска           |
| 2017.  | Маурин Фурнис       | САД              |
| 2018.  | Пол Велс            | Велика Британија |
| 2019.  | Јаyн Пилинг         | Велика Британија |
| 2020.  | Крис Робинсон       | Канада           |
| 2021.  | Xавијер Кава-Топор  | Француска        |
| 2022.  | Ролф Гиесен         | Немачка          |
| 2023.  | Сузан Бухан         | Велика Британија |
| 2024.  | Инго Петзке         | Немачка          |